# 巴黎名媛舞会

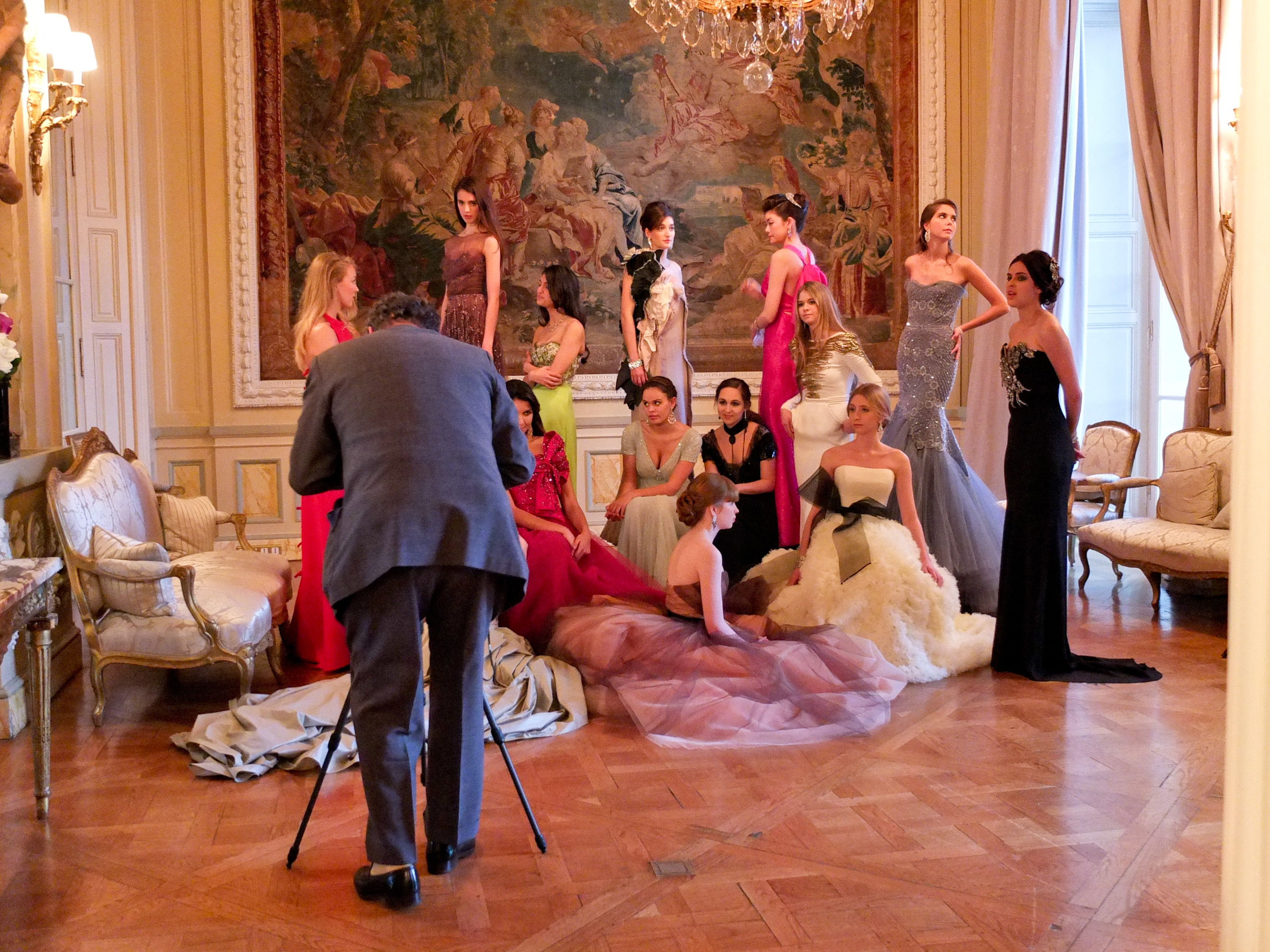
《浮華世界》雜誌為參加2011年巴黎名媛舞会的女孩拍照

巴黎名媛舞会（法語：Le Bal des Débutantes）是一项全球范围内的慈善活动，每年汇集20位左右的年轻女孩和她们的男舞伴，由16岁到22岁不等的女孩和男孩们，来自十多个国家。2005年起，福布斯将其定位为世界10大奢华晚会之一。巴黎名媛舞会在每年11月末的美国传统感恩节期间的法国巴黎举办。
现代版的舞会由奥菲丽-雷努阿于1994年创建，象征着都市年轻女孩踏入高级时尚和媒体世界。。巴黎名媛舞会有着鲜明的现代特征，但也同样秉承传统成人礼舞会的特色。绝大多数受邀女孩除了身出名门，还要求她们本人必须具有独特气质，财富不是参加的标志。

## 历史

### 舞会起源
巴黎名媛舞会的历史起源可以追溯到18世纪的英国宫廷成人礼。那是当时出生贵族世家的年轻女孩初次踏入宫廷的礼仪，借此确立个人和家庭的声望。
这些女孩们穿着白裙，带着白色手套和头冠被一一引见给女王。
1780年第一届英国成人礼舞会称作“夏洛特王后舞会”，由国王乔治三世发起，在妻子夏洛特王后生日之际举办。舞会还筹得资金资助夏洛特王后妇产医院。这一英国传统得到法国大革命期间流亡到英国的贵族支持，为“舞季”获得成功添砖加瓦，借以怀念他们在凡尔赛宫廷的美好旧时光。此后，成人礼舞会在全世界许多地方得以发展，英国本土则一直到1953年伊莉莎白二世取消了这一礼仪，并获得妹妹玛格丽特公主的支持。
法国本土则是从1957年借鉴过来这一英国传统。巴黎歌剧院或者凡尔赛宫里，女孩们白裙、白手套和头冠，由舞蹈家雅克斯·夏佐引见给奧爾良-布拉干薩王子。这个曾经吸引了整个巴黎名流贵族的舞会，在1973年划上句号。

### 巴黎名媛舞会复兴
1992年9月27日，法国奥菲莉·雷努阿女士重拾传统，同时赋予舞会新的现代和个性化色彩。最初创始人的想法是将这些来自法国和外国的年轻女孩汇集到一起，穿上高级定制晚礼服展示给众人。从一开始，奥菲莉·雷努阿就定位舞会精神并一直保持到今天：一场精美极致的高級定制礼服盛会。晚会邀请经过严格挑选的年轻男女参加，借此机会为一家或者几家慈善机构筹集善款，同时庆祝法式经典生活艺术。1992年第一届除却奧斯卡·德拉倫塔，所有的高级礼服品牌都来自法国本土，名媛也几乎全部来自欧洲，不过创始人奥菲莉·雷努阿已经开始考虑接纳不同国家不同背景的女孩。
1994年，时装秀第一次成为有男舞伴参加的巴黎成人礼舞会，并延续至今。舞会从一开始就获得巨大成功，此后在夏奈尔、迪奥、尚-保羅·高緹耶、艾莉·薩博等法国品牌，以及英國和美國的設計師如亞歷山大·麥昆、薇薇安·魏斯伍德、奧斯卡·德拉倫塔、卡羅琳娜·海萊拉及拉尔夫·鲁奇等人的支持下不断发展壮大。2000年11月，因为美国总统乔治·H·W·布什的孙女羅倫·布什身着迪奥高定礼服亮相而声誉大增。当时，她的叔叔乔治·W·布什正在美国总统的火热竞选当中，舞会由此引起全世界媒体的聚焦。
2003年，舞会第一次迎接两位来自中国和华语世界的女孩参加：前人大委员会委员长兼国务院副总理万里的孙女万宝宝身穿浪凡礼服，著名美籍华人设计师贝聿铭的外甥女Penelope Pei-Tang身着扎克·珀森礼服亮相。2006年，陈云孙女陈晓丹又以一袭奧斯卡·德拉倫塔参加了舞会，2009年贾庆林外孙女李紫丹（Jasmine Li）以卡羅琳娜・海萊拉高级定制礼服走进舞会。同样，来自港澳的女孩也都出自名门世家：2009年澳门赌王何鴻燊外孙女何家晴（Ariel Ho Kjaer）参加舞会。此外霍英东外孙女刘泽仪（Lara Fock-Lau），号称香港最高贵女士的利孝和夫人的两位外孙女Alison Lee和雷正殷（Alexandra Louey）也先后参加过舞会。
2006年，塞內加爾总统與诗人利奧波德·塞達爾·桑戈爾的重孙侄女伊莉莎白·桑戈爾（Elizabeth Senghor），以一袭戈迪耶礼服亮相，成为第一位来自非洲的巴黎名媛舞会成员。
2010年。因为举办场地克里雍大饭店出售，舞会停办一年。2011、2012年克利翁酒店重新成为舞会举办地。2013年因为大规模翻，新克里雍大饭店对外关闭，巴黎名媛舞会在和酒店一墙之隔的法国汽车俱乐部举办。2014年移至埃菲尔铁塔对面与之遥相辉映的夏佑宫，2015年同样在这里举办。
2016、2017年舞会在巴黎半岛酒店举办。
2018、2019年，舞会选择在巴黎香格里拉大酒店金碧辉煌的罗兰·波拿巴王子宴客厅举办。作为法国唯一保留19世纪装潢的宫殿级酒店，其建筑本身也被视为瑰宝，为参加舞会的女孩及家人们提供了梦幻优雅的高贵氛围。
2022年的舞会于11月26日在巴黎香格里拉酒店落下帷幕，中国艺术家蔡国强的小女儿蔡文浩，以及自由滑雪世界冠军谷爱凌吸引了中国和世界媒体的关注。本届舞会由高级珠宝V MUSE、巴黎香格里拉酒店以合作伙伴身份共同举办。德国明星发型师Alexander von Trentini以及Nars Cosmetics为舞会的官方妆发团队。罗兰百悦为晚宴提供香槟。
2023年的舞会同时有四名中国女孩参加，为舞会历年来最多的一次。
2024年，适逢舞会创立三十周年，第三十届舞会于11月29日在香格里拉酒店如期举行，中国著名导演张艺谋的女儿张壹娇和中国香港著名演员任达华的女儿任晴佳参加了本届舞会，并在中国社交媒体广受关注，同时好莱坞巨星格温妮丝·帕特罗和酷玩乐队乐队主场克里斯·马丁的女儿Apple Martin也同样出席。本届舞会由高级珠宝V MUSE、巴黎香格里拉酒店以合作伙伴身份共同举办。官方妆造由Carita凯芮黛提供。罗兰百悦为晚宴提供香槟。

## 慈善活动
从1994年的第一届巴黎名媛舞会开始，活动便旨在为一家或几家慈善协会募集资金。。2009年起，舞会支持亚洲儿童协会，一个帮助东南亚年轻女孩上学的慈善组织。在舞会筹集的善款支持下，每年大约帮助1,100名老挝女孩走进学校（同时还得以建立一家教育中心）。参会的女孩如果愿意，也可以成为亚洲儿童协会的义工。Milana Brunel、Marie-Victoire de Kergolais、Julia Piaton de Turckeim及菲律宾女孩Natalia Zobel de Ayala都曾做过义工。另外一些参会的女孩则在世界各种协会或者慈善组织中倾尽全力，如Feed计划创始人Lauren Bush，她在舞会支持下，为减少世界上还存在的饥饿而努力。
2017年和2018年，一位乌克兰工业家和一位中国企业家为舞会慈善组织捐赠了活动有史以来最大金额的慈善款项。
2022年，舞会筹集的资金将资助巴黎内克尔儿童医院(Hôpital Necker-Enfants malades （页面存档备份，存于）)的心脏病学研究协会ARCFA （页面存档备份，存于）。每年，医院的医疗团队能够治疗来自世界各地的2000多名儿童。
2024年，舞会资助了巴黎内克尔儿童医院，也资助了它位于美国的的镜像慈善机构玛丽亚法利儿童医院（Maria Fareri Children's Hospital）。

## 與會人員
- 2013年:
  - Lady Amelia Windsor 英国
  - Kyra L. Kennedy 美国（Robert Kennedy Jr’s daughter）
- 2009年:
  - Lady Kitty Spence 英国
- 1994年:
  - Delphine Arnault 法國（LVMH集团千金）

## 與會華人
- 2024年:
  - 任晴佳Ella Yam 中华人民共和国（香港）(任达华女儿）  <引薦人: Jasmine Yen>
  - 张壹娇Angel Zhang 中华人民共和国，（中国著名导演张艺谋，芭蕾舞演员陈婷女儿）
- 2023年:
  - 黃天晴Skye Chiara Wong 中华人民共和国（香港）(黃潤棠曾孫女，林炳炎曾外孫女，蘇富比全球主席黃林韻詩Patti Wong女兒，cousin of Antonia Michela Li, 黃頌顯孫女, 林李翹如外孫女，馮詠儀外甥女，林秀峰侄外孫女）
  - Yvette Yao 中华人民共和国（香港） UPenn’25（阿里巴巴集團財務主管姚允文Michael Yao女兒，金董建平Alice King外孫女，grandniece of 前香港特首董建华，cousin of Audrey Alice King金和曉)
  - 趙若熙Roxie Zhao 中华人民共和国 (華熙生物科技趙燕女兒)
  - 甄濟如Jasmine Yen 美国, 伯克利音樂學院 （甄子丹和汪诗诗的女兒，蔡志明兒媳汪圓圓niece, 表姨湛琪清，表姨父金承威是潘迪生Dickson Poon&李國寶nephew、潘楚颖&李民斌cousin)[16]
- 2019年:[17]
  - Jane Li 美国, 哈佛大學（李連傑女兒)[18]
  - Yuet Sham 中华人民共和国（香港） 多倫多大學（父母為香港時裝零售商I.T主席兼首席執行官沈嘉伟與女星邱淑貞）  <引薦人: Alice Ho Chiu Yan>[19]
- 2018年:[20]
  - 姚安娜Annabel Yao 中华人民共和国（香港） 上中國際部、哈佛大學’20（父親為跨國科技公司華為創辦人任正非，姐姐為華為CFO孟晚舟)[21] <引薦人: Alice Ho Chiu Yan>
  - Anna Pei 美国, 哥倫比亞大學 (貝聿銘孫女）<引薦人：Olivia Peï>
  - Angel Lee 中华人民共和国（香港） 香港大學（母親為香港演員梁婉靜)[22]
- 2017年:[23]
  - 何超欣Alice Ho Chiu Yan 中华人民共和国（澳門） 瑪利曼小學、英國博奈頓女校、MIT ‘21（澳門賭王何鴻燊女兒）<引薦人：Ariel Ho Chiu Ching>
- 2016年:
  - 于航 中华人民共和国,2016年瑞士洛桑国际芭蕾舞金奖得主
  - 袁千惠Donna Yuan 中华人民共和国, 威爾斯利學院（三胞集團董事長袁亞非女兒, 曾與陳凱歌兒子陳宇昂交往)
- 2015年:
  - 汪嘉敏Vanessa Lauren Wang 中华人民共和国（香港）（汪松亮與顧亦珍孫女，聯亞集團主席汪建中女兒）
- 2014年:[24]
  - 林心兒Eleanor “Elly” Lam 中华人民共和国（香港） Pepperdine University（全國政協委員林建岳Peter Lam女兒，麗新集團創辦人林百欣孫女, 林恬兒Emily Lam Ho妹妹）<引薦人：Veronica Chou>
  - 雷正殷Alexandra Louey 中华人民共和国（香港）（利孝和外孫女) <引薦人: Alison Lee>
- 2013年:
  - Alison Lee 中华人民共和国（香港）（利希慎家族成員）
  - Rebecca Eu 新加坡 （cousin-in-law of Kuok Meng Wei）
  - Cheryl Cheong 新加坡（daughter of Bernard and Dolly Cheong）
- 2012年:
  - 劉澤儀Lara Lau 中华人民共和国（香港） 牛津大學物哲專業本碩連讀（霍英東Henry Fok外孫女，長房次女霍麗娜的女兒)[25]<引荐人：Ariel Ho-Kjaer> {Cavalier: Gregoire Schnerb 法國}
  - Jacqueline Huan 美国（父親為博華資本宦國蒼）
- 2011年:[24]
  - Tanyatip Chearavanon 泰國, UPenn’13（正大集團謝國民孫女)
  - Vivian Chou 中华人民共和国（香港） （曹其峰女兒）<引薦人：Veronica Chou>
- 2009年:
  - 李紫丹Jasmine Li 中华人民共和国（香港） Stanford University（granddaughter of 第十、十一屆全國政協主席賈慶林) <引薦人：陈晓丹>（賈慶林為江派成員，1989年六四事件後江澤民由中共八老2號人物陳雲引薦升任中共中央總書記，贾庆林和陈云系北长街邻居）
  - 何家晴Ariel Ho-Kjaer 葡萄牙（澳門賭王何鴻燊外孫女，長房三女何超賢与丹麦女婿Peter Kjaer的女兒)[26]
- 2008年:
  - Chelsea Chau 中华人民共和国（香港） Stanford University’11（daughter of Kevin and Reina Chau)
- 2007年:[22]
  - Olivia Pei 美国（贝聿铭孫女)
- 2006年：[27]
  - 曹穎惠Veronica Chou 美国, USC（香港富商曹其峰長女, 曹光彪孫女)[27]
  - 陈晓丹 中华人民共和国，祖父是中共八大元老之一的陈云，父亲为国家开发银行前董事长陈元。
- 2003年:
  - 万宝宝 中华人民共和国，全国政协常委万季飞女儿，全国人大常委会原委员长万里孙女。

## 高定时尚的重要性
高级定制（Haute Couture）是舞会的重要组成部分之一。这是为数不多的场合之一，能够让高级定制作品不再由专业模特展示，而是由初次亮相的年轻女孩穿着出席。通常，这些女孩会首次穿上由知名设计师特别设计的晚礼服。
初次亮相的少女们的礼服由舞会团队协助挑选，并由法国及国际品牌提供借用。这些礼服的选择往往与女孩的个性相匹配。
品牌通过支持舞会的高级定制展现自身的国际声誉，有时还会为特定的初次亮相者特别定制礼服，进一步突显她们的独特性。

## 舞会流程
2011年舞会中的初次亮相者曾被《Vanity Fair》美国版拍摄记录。
舞会的酒店是整个活动的核心场所，所有的准备工作、彩排、拍摄及媒体采访都在这里进行。
周五，即舞会前一天，所有初次亮相的女孩首次聚集一堂。化妆与发型设计从早上九点开始，接着是试穿礼服、鞋履和珠宝。随后，单人及集体的拍摄持续一整天。晚上，女孩们的伴舞者以及她们的父亲会参加华尔兹舞的排练，两位专业舞蹈老师提供指导。
在舞会周末，大多数来自海外的女孩及其家人都会入住舞会酒店。
周六当天的活动从下午一点的正式彩排开始，地点为舞会举办场地。之后，与前一天一样，继续进行拍摄和媒体采访，涉及法国和国际媒体。
晚会开始后，女孩们依照字母顺序由伴舞者陪伴依次登场亮相。晚宴随即举行，而后她们会与父亲共同开启舞会的第一支华尔兹舞。
在舞池中，父亲的角色随后交给伴舞者。随着交响乐队演奏的结束，华尔兹被现代音乐取代，舞会持续至凌晨两点左右。女孩们换下所借的礼服与珠宝，回归日常装束，与伴舞者一同远离父母的目光，在夜店中结束这个盛大的夜晚。

## 初次亮相者
最初，初次亮相者是英国贵族或上流社会的年轻女孩。从修道院毕业的她们意味着已到适婚年龄，正式步入成人生活并参与宫廷事务。
尽管“初次亮相”的概念起源于英国，但它逐渐传播开来，19世纪便在世界各地被广泛接受。
许多初次亮相者在历史上享有盛誉。在英国，德文郡公爵夫人乔治安娜便因多篇文章及传记作品而广为人知。